# Eilema fulminans
Eilema fulminans là một loài bướm đêm thuộc phân họ Arctiinae, họ Erebidae.